# Розетка (шаховий маневр)
Маневр «розетка» — ідея в шаховій композиції. Суть ідеї — король або ферзь роблять ходи на одне поле в усі сторони по діагоналі, горизонталі і вертикалі, створюючи при цьому вісім варіантів гри або вісім фаз.

## Історія
Ця ідея вперше розроблялася у творах шахових композиторів ХХ століття.
В задачі з цим задумом король або ферзь роблять ходи на одне поле поєднуючи два маневри — маневр «зірочку» і маневр «хрестик». В результаті цього синтезу задача має вісім варіантів гри, а якщо задум втілено в кооперативному жанрі, то задача має вісім фаз.
Ідея дістала назву — маневр «розетка», в деяких виданнях, зокрема у словнику Марка Басистого ця ідея описана, як — маневр «ромашка».
|   | a | b | c | d | e | f | g | h |   |
| 8 | a8 чорний кінь · d7 чорний пішак · e7 чорний пішак · f7 чорний пішак · b6 чорний пішак · c6 чорний король · b5 чорний пішак · d5 чорна тура · f5 чорний пішак · a4 чорний слон · f4 чорний пішак · c3 білий король · f3 чорний пішак · c2 чорний кінь · h2 чорна тура · a1 білий ферзь | a8 чорний кінь · d7 чорний пішак · e7 чорний пішак · f7 чорний пішак · b6 чорний пішак · c6 чорний король · b5 чорний пішак · d5 чорна тура · f5 чорний пішак · a4 чорний слон · f4 чорний пішак · c3 білий король · f3 чорний пішак · c2 чорний кінь · h2 чорна тура · a1 білий ферзь | a8 чорний кінь · d7 чорний пішак · e7 чорний пішак · f7 чорний пішак · b6 чорний пішак · c6 чорний король · b5 чорний пішак · d5 чорна тура · f5 чорний пішак · a4 чорний слон · f4 чорний пішак · c3 білий король · f3 чорний пішак · c2 чорний кінь · h2 чорна тура · a1 білий ферзь | a8 чорний кінь · d7 чорний пішак · e7 чорний пішак · f7 чорний пішак · b6 чорний пішак · c6 чорний король · b5 чорний пішак · d5 чорна тура · f5 чорний пішак · a4 чорний слон · f4 чорний пішак · c3 білий король · f3 чорний пішак · c2 чорний кінь · h2 чорна тура · a1 білий ферзь | a8 чорний кінь · d7 чорний пішак · e7 чорний пішак · f7 чорний пішак · b6 чорний пішак · c6 чорний король · b5 чорний пішак · d5 чорна тура · f5 чорний пішак · a4 чорний слон · f4 чорний пішак · c3 білий король · f3 чорний пішак · c2 чорний кінь · h2 чорна тура · a1 білий ферзь | a8 чорний кінь · d7 чорний пішак · e7 чорний пішак · f7 чорний пішак · b6 чорний пішак · c6 чорний король · b5 чорний пішак · d5 чорна тура · f5 чорний пішак · a4 чорний слон · f4 чорний пішак · c3 білий король · f3 чорний пішак · c2 чорний кінь · h2 чорна тура · a1 білий ферзь | a8 чорний кінь · d7 чорний пішак · e7 чорний пішак · f7 чорний пішак · b6 чорний пішак · c6 чорний король · b5 чорний пішак · d5 чорна тура · f5 чорний пішак · a4 чорний слон · f4 чорний пішак · c3 білий король · f3 чорний пішак · c2 чорний кінь · h2 чорна тура · a1 білий ферзь | a8 чорний кінь · d7 чорний пішак · e7 чорний пішак · f7 чорний пішак · b6 чорний пішак · c6 чорний король · b5 чорний пішак · d5 чорна тура · f5 чорний пішак · a4 чорний слон · f4 чорний пішак · c3 білий король · f3 чорний пішак · c2 чорний кінь · h2 чорна тура · a1 білий ферзь | 8 |
| 7 | a8 чорний кінь · d7 чорний пішак · e7 чорний пішак · f7 чорний пішак · b6 чорний пішак · c6 чорний король · b5 чорний пішак · d5 чорна тура · f5 чорний пішак · a4 чорний слон · f4 чорний пішак · c3 білий король · f3 чорний пішак · c2 чорний кінь · h2 чорна тура · a1 білий ферзь | a8 чорний кінь · d7 чорний пішак · e7 чорний пішак · f7 чорний пішак · b6 чорний пішак · c6 чорний король · b5 чорний пішак · d5 чорна тура · f5 чорний пішак · a4 чорний слон · f4 чорний пішак · c3 білий король · f3 чорний пішак · c2 чорний кінь · h2 чорна тура · a1 білий ферзь | a8 чорний кінь · d7 чорний пішак · e7 чорний пішак · f7 чорний пішак · b6 чорний пішак · c6 чорний король · b5 чорний пішак · d5 чорна тура · f5 чорний пішак · a4 чорний слон · f4 чорний пішак · c3 білий король · f3 чорний пішак · c2 чорний кінь · h2 чорна тура · a1 білий ферзь | a8 чорний кінь · d7 чорний пішак · e7 чорний пішак · f7 чорний пішак · b6 чорний пішак · c6 чорний король · b5 чорний пішак · d5 чорна тура · f5 чорний пішак · a4 чорний слон · f4 чорний пішак · c3 білий король · f3 чорний пішак · c2 чорний кінь · h2 чорна тура · a1 білий ферзь | a8 чорний кінь · d7 чорний пішак · e7 чорний пішак · f7 чорний пішак · b6 чорний пішак · c6 чорний король · b5 чорний пішак · d5 чорна тура · f5 чорний пішак · a4 чорний слон · f4 чорний пішак · c3 білий король · f3 чорний пішак · c2 чорний кінь · h2 чорна тура · a1 білий ферзь | a8 чорний кінь · d7 чорний пішак · e7 чорний пішак · f7 чорний пішак · b6 чорний пішак · c6 чорний король · b5 чорний пішак · d5 чорна тура · f5 чорний пішак · a4 чорний слон · f4 чорний пішак · c3 білий король · f3 чорний пішак · c2 чорний кінь · h2 чорна тура · a1 білий ферзь | a8 чорний кінь · d7 чорний пішак · e7 чорний пішак · f7 чорний пішак · b6 чорний пішак · c6 чорний король · b5 чорний пішак · d5 чорна тура · f5 чорний пішак · a4 чорний слон · f4 чорний пішак · c3 білий король · f3 чорний пішак · c2 чорний кінь · h2 чорна тура · a1 білий ферзь | a8 чорний кінь · d7 чорний пішак · e7 чорний пішак · f7 чорний пішак · b6 чорний пішак · c6 чорний король · b5 чорний пішак · d5 чорна тура · f5 чорний пішак · a4 чорний слон · f4 чорний пішак · c3 білий король · f3 чорний пішак · c2 чорний кінь · h2 чорна тура · a1 білий ферзь | 7 |
| 6 | a8 чорний кінь · d7 чорний пішак · e7 чорний пішак · f7 чорний пішак · b6 чорний пішак · c6 чорний король · b5 чорний пішак · d5 чорна тура · f5 чорний пішак · a4 чорний слон · f4 чорний пішак · c3 білий король · f3 чорний пішак · c2 чорний кінь · h2 чорна тура · a1 білий ферзь | a8 чорний кінь · d7 чорний пішак · e7 чорний пішак · f7 чорний пішак · b6 чорний пішак · c6 чорний король · b5 чорний пішак · d5 чорна тура · f5 чорний пішак · a4 чорний слон · f4 чорний пішак · c3 білий король · f3 чорний пішак · c2 чорний кінь · h2 чорна тура · a1 білий ферзь | a8 чорний кінь · d7 чорний пішак · e7 чорний пішак · f7 чорний пішак · b6 чорний пішак · c6 чорний король · b5 чорний пішак · d5 чорна тура · f5 чорний пішак · a4 чорний слон · f4 чорний пішак · c3 білий король · f3 чорний пішак · c2 чорний кінь · h2 чорна тура · a1 білий ферзь | a8 чорний кінь · d7 чорний пішак · e7 чорний пішак · f7 чорний пішак · b6 чорний пішак · c6 чорний король · b5 чорний пішак · d5 чорна тура · f5 чорний пішак · a4 чорний слон · f4 чорний пішак · c3 білий король · f3 чорний пішак · c2 чорний кінь · h2 чорна тура · a1 білий ферзь | a8 чорний кінь · d7 чорний пішак · e7 чорний пішак · f7 чорний пішак · b6 чорний пішак · c6 чорний король · b5 чорний пішак · d5 чорна тура · f5 чорний пішак · a4 чорний слон · f4 чорний пішак · c3 білий король · f3 чорний пішак · c2 чорний кінь · h2 чорна тура · a1 білий ферзь | a8 чорний кінь · d7 чорний пішак · e7 чорний пішак · f7 чорний пішак · b6 чорний пішак · c6 чорний король · b5 чорний пішак · d5 чорна тура · f5 чорний пішак · a4 чорний слон · f4 чорний пішак · c3 білий король · f3 чорний пішак · c2 чорний кінь · h2 чорна тура · a1 білий ферзь | a8 чорний кінь · d7 чорний пішак · e7 чорний пішак · f7 чорний пішак · b6 чорний пішак · c6 чорний король · b5 чорний пішак · d5 чорна тура · f5 чорний пішак · a4 чорний слон · f4 чорний пішак · c3 білий король · f3 чорний пішак · c2 чорний кінь · h2 чорна тура · a1 білий ферзь | a8 чорний кінь · d7 чорний пішак · e7 чорний пішак · f7 чорний пішак · b6 чорний пішак · c6 чорний король · b5 чорний пішак · d5 чорна тура · f5 чорний пішак · a4 чорний слон · f4 чорний пішак · c3 білий король · f3 чорний пішак · c2 чорний кінь · h2 чорна тура · a1 білий ферзь | 6 |
| 5 | a8 чорний кінь · d7 чорний пішак · e7 чорний пішак · f7 чорний пішак · b6 чорний пішак · c6 чорний король · b5 чорний пішак · d5 чорна тура · f5 чорний пішак · a4 чорний слон · f4 чорний пішак · c3 білий король · f3 чорний пішак · c2 чорний кінь · h2 чорна тура · a1 білий ферзь | a8 чорний кінь · d7 чорний пішак · e7 чорний пішак · f7 чорний пішак · b6 чорний пішак · c6 чорний король · b5 чорний пішак · d5 чорна тура · f5 чорний пішак · a4 чорний слон · f4 чорний пішак · c3 білий король · f3 чорний пішак · c2 чорний кінь · h2 чорна тура · a1 білий ферзь | a8 чорний кінь · d7 чорний пішак · e7 чорний пішак · f7 чорний пішак · b6 чорний пішак · c6 чорний король · b5 чорний пішак · d5 чорна тура · f5 чорний пішак · a4 чорний слон · f4 чорний пішак · c3 білий король · f3 чорний пішак · c2 чорний кінь · h2 чорна тура · a1 білий ферзь | a8 чорний кінь · d7 чорний пішак · e7 чорний пішак · f7 чорний пішак · b6 чорний пішак · c6 чорний король · b5 чорний пішак · d5 чорна тура · f5 чорний пішак · a4 чорний слон · f4 чорний пішак · c3 білий король · f3 чорний пішак · c2 чорний кінь · h2 чорна тура · a1 білий ферзь | a8 чорний кінь · d7 чорний пішак · e7 чорний пішак · f7 чорний пішак · b6 чорний пішак · c6 чорний король · b5 чорний пішак · d5 чорна тура · f5 чорний пішак · a4 чорний слон · f4 чорний пішак · c3 білий король · f3 чорний пішак · c2 чорний кінь · h2 чорна тура · a1 білий ферзь | a8 чорний кінь · d7 чорний пішак · e7 чорний пішак · f7 чорний пішак · b6 чорний пішак · c6 чорний король · b5 чорний пішак · d5 чорна тура · f5 чорний пішак · a4 чорний слон · f4 чорний пішак · c3 білий король · f3 чорний пішак · c2 чорний кінь · h2 чорна тура · a1 білий ферзь | a8 чорний кінь · d7 чорний пішак · e7 чорний пішак · f7 чорний пішак · b6 чорний пішак · c6 чорний король · b5 чорний пішак · d5 чорна тура · f5 чорний пішак · a4 чорний слон · f4 чорний пішак · c3 білий король · f3 чорний пішак · c2 чорний кінь · h2 чорна тура · a1 білий ферзь | a8 чорний кінь · d7 чорний пішак · e7 чорний пішак · f7 чорний пішак · b6 чорний пішак · c6 чорний король · b5 чорний пішак · d5 чорна тура · f5 чорний пішак · a4 чорний слон · f4 чорний пішак · c3 білий король · f3 чорний пішак · c2 чорний кінь · h2 чорна тура · a1 білий ферзь | 5 |
| 4 | a8 чорний кінь · d7 чорний пішак · e7 чорний пішак · f7 чорний пішак · b6 чорний пішак · c6 чорний король · b5 чорний пішак · d5 чорна тура · f5 чорний пішак · a4 чорний слон · f4 чорний пішак · c3 білий король · f3 чорний пішак · c2 чорний кінь · h2 чорна тура · a1 білий ферзь | a8 чорний кінь · d7 чорний пішак · e7 чорний пішак · f7 чорний пішак · b6 чорний пішак · c6 чорний король · b5 чорний пішак · d5 чорна тура · f5 чорний пішак · a4 чорний слон · f4 чорний пішак · c3 білий король · f3 чорний пішак · c2 чорний кінь · h2 чорна тура · a1 білий ферзь | a8 чорний кінь · d7 чорний пішак · e7 чорний пішак · f7 чорний пішак · b6 чорний пішак · c6 чорний король · b5 чорний пішак · d5 чорна тура · f5 чорний пішак · a4 чорний слон · f4 чорний пішак · c3 білий король · f3 чорний пішак · c2 чорний кінь · h2 чорна тура · a1 білий ферзь | a8 чорний кінь · d7 чорний пішак · e7 чорний пішак · f7 чорний пішак · b6 чорний пішак · c6 чорний король · b5 чорний пішак · d5 чорна тура · f5 чорний пішак · a4 чорний слон · f4 чорний пішак · c3 білий король · f3 чорний пішак · c2 чорний кінь · h2 чорна тура · a1 білий ферзь | a8 чорний кінь · d7 чорний пішак · e7 чорний пішак · f7 чорний пішак · b6 чорний пішак · c6 чорний король · b5 чорний пішак · d5 чорна тура · f5 чорний пішак · a4 чорний слон · f4 чорний пішак · c3 білий король · f3 чорний пішак · c2 чорний кінь · h2 чорна тура · a1 білий ферзь | a8 чорний кінь · d7 чорний пішак · e7 чорний пішак · f7 чорний пішак · b6 чорний пішак · c6 чорний король · b5 чорний пішак · d5 чорна тура · f5 чорний пішак · a4 чорний слон · f4 чорний пішак · c3 білий король · f3 чорний пішак · c2 чорний кінь · h2 чорна тура · a1 білий ферзь | a8 чорний кінь · d7 чорний пішак · e7 чорний пішак · f7 чорний пішак · b6 чорний пішак · c6 чорний король · b5 чорний пішак · d5 чорна тура · f5 чорний пішак · a4 чорний слон · f4 чорний пішак · c3 білий король · f3 чорний пішак · c2 чорний кінь · h2 чорна тура · a1 білий ферзь | a8 чорний кінь · d7 чорний пішак · e7 чорний пішак · f7 чорний пішак · b6 чорний пішак · c6 чорний король · b5 чорний пішак · d5 чорна тура · f5 чорний пішак · a4 чорний слон · f4 чорний пішак · c3 білий король · f3 чорний пішак · c2 чорний кінь · h2 чорна тура · a1 білий ферзь | 4 |
| 3 | a8 чорний кінь · d7 чорний пішак · e7 чорний пішак · f7 чорний пішак · b6 чорний пішак · c6 чорний король · b5 чорний пішак · d5 чорна тура · f5 чорний пішак · a4 чорний слон · f4 чорний пішак · c3 білий король · f3 чорний пішак · c2 чорний кінь · h2 чорна тура · a1 білий ферзь | a8 чорний кінь · d7 чорний пішак · e7 чорний пішак · f7 чорний пішак · b6 чорний пішак · c6 чорний король · b5 чорний пішак · d5 чорна тура · f5 чорний пішак · a4 чорний слон · f4 чорний пішак · c3 білий король · f3 чорний пішак · c2 чорний кінь · h2 чорна тура · a1 білий ферзь | a8 чорний кінь · d7 чорний пішак · e7 чорний пішак · f7 чорний пішак · b6 чорний пішак · c6 чорний король · b5 чорний пішак · d5 чорна тура · f5 чорний пішак · a4 чорний слон · f4 чорний пішак · c3 білий король · f3 чорний пішак · c2 чорний кінь · h2 чорна тура · a1 білий ферзь | a8 чорний кінь · d7 чорний пішак · e7 чорний пішак · f7 чорний пішак · b6 чорний пішак · c6 чорний король · b5 чорний пішак · d5 чорна тура · f5 чорний пішак · a4 чорний слон · f4 чорний пішак · c3 білий король · f3 чорний пішак · c2 чорний кінь · h2 чорна тура · a1 білий ферзь | a8 чорний кінь · d7 чорний пішак · e7 чорний пішак · f7 чорний пішак · b6 чорний пішак · c6 чорний король · b5 чорний пішак · d5 чорна тура · f5 чорний пішак · a4 чорний слон · f4 чорний пішак · c3 білий король · f3 чорний пішак · c2 чорний кінь · h2 чорна тура · a1 білий ферзь | a8 чорний кінь · d7 чорний пішак · e7 чорний пішак · f7 чорний пішак · b6 чорний пішак · c6 чорний король · b5 чорний пішак · d5 чорна тура · f5 чорний пішак · a4 чорний слон · f4 чорний пішак · c3 білий король · f3 чорний пішак · c2 чорний кінь · h2 чорна тура · a1 білий ферзь | a8 чорний кінь · d7 чорний пішак · e7 чорний пішак · f7 чорний пішак · b6 чорний пішак · c6 чорний король · b5 чорний пішак · d5 чорна тура · f5 чорний пішак · a4 чорний слон · f4 чорний пішак · c3 білий король · f3 чорний пішак · c2 чорний кінь · h2 чорна тура · a1 білий ферзь | a8 чорний кінь · d7 чорний пішак · e7 чорний пішак · f7 чорний пішак · b6 чорний пішак · c6 чорний король · b5 чорний пішак · d5 чорна тура · f5 чорний пішак · a4 чорний слон · f4 чорний пішак · c3 білий король · f3 чорний пішак · c2 чорний кінь · h2 чорна тура · a1 білий ферзь | 3 |
| 2 | a8 чорний кінь · d7 чорний пішак · e7 чорний пішак · f7 чорний пішак · b6 чорний пішак · c6 чорний король · b5 чорний пішак · d5 чорна тура · f5 чорний пішак · a4 чорний слон · f4 чорний пішак · c3 білий король · f3 чорний пішак · c2 чорний кінь · h2 чорна тура · a1 білий ферзь | a8 чорний кінь · d7 чорний пішак · e7 чорний пішак · f7 чорний пішак · b6 чорний пішак · c6 чорний король · b5 чорний пішак · d5 чорна тура · f5 чорний пішак · a4 чорний слон · f4 чорний пішак · c3 білий король · f3 чорний пішак · c2 чорний кінь · h2 чорна тура · a1 білий ферзь | a8 чорний кінь · d7 чорний пішак · e7 чорний пішак · f7 чорний пішак · b6 чорний пішак · c6 чорний король · b5 чорний пішак · d5 чорна тура · f5 чорний пішак · a4 чорний слон · f4 чорний пішак · c3 білий король · f3 чорний пішак · c2 чорний кінь · h2 чорна тура · a1 білий ферзь | a8 чорний кінь · d7 чорний пішак · e7 чорний пішак · f7 чорний пішак · b6 чорний пішак · c6 чорний король · b5 чорний пішак · d5 чорна тура · f5 чорний пішак · a4 чорний слон · f4 чорний пішак · c3 білий король · f3 чорний пішак · c2 чорний кінь · h2 чорна тура · a1 білий ферзь | a8 чорний кінь · d7 чорний пішак · e7 чорний пішак · f7 чорний пішак · b6 чорний пішак · c6 чорний король · b5 чорний пішак · d5 чорна тура · f5 чорний пішак · a4 чорний слон · f4 чорний пішак · c3 білий король · f3 чорний пішак · c2 чорний кінь · h2 чорна тура · a1 білий ферзь | a8 чорний кінь · d7 чорний пішак · e7 чорний пішак · f7 чорний пішак · b6 чорний пішак · c6 чорний король · b5 чорний пішак · d5 чорна тура · f5 чорний пішак · a4 чорний слон · f4 чорний пішак · c3 білий король · f3 чорний пішак · c2 чорний кінь · h2 чорна тура · a1 білий ферзь | a8 чорний кінь · d7 чорний пішак · e7 чорний пішак · f7 чорний пішак · b6 чорний пішак · c6 чорний король · b5 чорний пішак · d5 чорна тура · f5 чорний пішак · a4 чорний слон · f4 чорний пішак · c3 білий король · f3 чорний пішак · c2 чорний кінь · h2 чорна тура · a1 білий ферзь | a8 чорний кінь · d7 чорний пішак · e7 чорний пішак · f7 чорний пішак · b6 чорний пішак · c6 чорний король · b5 чорний пішак · d5 чорна тура · f5 чорний пішак · a4 чорний слон · f4 чорний пішак · c3 білий король · f3 чорний пішак · c2 чорний кінь · h2 чорна тура · a1 білий ферзь | 2 |
| 1 | a8 чорний кінь · d7 чорний пішак · e7 чорний пішак · f7 чорний пішак · b6 чорний пішак · c6 чорний король · b5 чорний пішак · d5 чорна тура · f5 чорний пішак · a4 чорний слон · f4 чорний пішак · c3 білий король · f3 чорний пішак · c2 чорний кінь · h2 чорна тура · a1 білий ферзь | a8 чорний кінь · d7 чорний пішак · e7 чорний пішак · f7 чорний пішак · b6 чорний пішак · c6 чорний король · b5 чорний пішак · d5 чорна тура · f5 чорний пішак · a4 чорний слон · f4 чорний пішак · c3 білий король · f3 чорний пішак · c2 чорний кінь · h2 чорна тура · a1 білий ферзь | a8 чорний кінь · d7 чорний пішак · e7 чорний пішак · f7 чорний пішак · b6 чорний пішак · c6 чорний король · b5 чорний пішак · d5 чорна тура · f5 чорний пішак · a4 чорний слон · f4 чорний пішак · c3 білий король · f3 чорний пішак · c2 чорний кінь · h2 чорна тура · a1 білий ферзь | a8 чорний кінь · d7 чорний пішак · e7 чорний пішак · f7 чорний пішак · b6 чорний пішак · c6 чорний король · b5 чорний пішак · d5 чорна тура · f5 чорний пішак · a4 чорний слон · f4 чорний пішак · c3 білий король · f3 чорний пішак · c2 чорний кінь · h2 чорна тура · a1 білий ферзь | a8 чорний кінь · d7 чорний пішак · e7 чорний пішак · f7 чорний пішак · b6 чорний пішак · c6 чорний король · b5 чорний пішак · d5 чорна тура · f5 чорний пішак · a4 чорний слон · f4 чорний пішак · c3 білий король · f3 чорний пішак · c2 чорний кінь · h2 чорна тура · a1 білий ферзь | a8 чорний кінь · d7 чорний пішак · e7 чорний пішак · f7 чорний пішак · b6 чорний пішак · c6 чорний король · b5 чорний пішак · d5 чорна тура · f5 чорний пішак · a4 чорний слон · f4 чорний пішак · c3 білий король · f3 чорний пішак · c2 чорний кінь · h2 чорна тура · a1 білий ферзь | a8 чорний кінь · d7 чорний пішак · e7 чорний пішак · f7 чорний пішак · b6 чорний пішак · c6 чорний король · b5 чорний пішак · d5 чорна тура · f5 чорний пішак · a4 чорний слон · f4 чорний пішак · c3 білий король · f3 чорний пішак · c2 чорний кінь · h2 чорна тура · a1 білий ферзь | a8 чорний кінь · d7 чорний пішак · e7 чорний пішак · f7 чорний пішак · b6 чорний пішак · c6 чорний король · b5 чорний пішак · d5 чорна тура · f5 чорний пішак · a4 чорний слон · f4 чорний пішак · c3 білий король · f3 чорний пішак · c2 чорний кінь · h2 чорна тура · a1 білий ферзь | 1 |
|   | a | b | c | d | e | f | g | h |   |

b)=a) -d5,   c)=b) -a4,   d)=c) -d7,   e)=d) -f7,
f)=e) -f3,     g)=f) -b6,    h)=g) -b5

a) 1. Kd6 Da3 2. Ke5 De7#
b) 1. Kc5 Kd3 2. Kb4 Dc3#
c) 1. Kc7 Da7 2. Kd8 Db8#
d) 1. Kd7 Da6 2. Ke8 Dc8#
e) 1. Kd5 Da2 2. Ke4 De6#
f)  1. Kb7 Dh1 2.Ka6 Da8#
e) 1. Kb6 Dg1 2. Ka5 Da7#
h) 1. Kb5 Df1  2. Ka4 Da6#
В задачі виражено маневр «розетка», оскільки чорний король на першому ході кожного близнюка побував на всіх 8-ми прилеглих полях.
Близнюки утворюються шляхом послідовного зняття кожного разу з шахівниці однієї фігури — в результаті проходить тема стриптизу.